# Transparencia algorítmica
La transparencia algorítmica es el principio por el que los factores que influencian las decisiones tomadas por los algoritmos tendrían que ser visibles, o transparentes, a las personas que utilizan, regulan, y son afectadas por sistemas que emplean estos algoritmos. Aunque la frase fue acuñada en 2016 por Nicholas Diakopoulos y Michael Koliska sobre el papel de los algoritmos a la hora de decidir el contenido de los servicios de periodismo digital, el principio subyacente se remonta a la década de 1970 y al auge de los sistemas automatizados para calificar el crédito al consumo.
Las frases ”transparencia algorítmica" y "responsabilidad algorítmica" se utilizan a veces indistintamente -sobre todo porque fueron acuñadas por las mismas personas-, pero tienen significados sutilmente diferentes. En concreto, la "transparencia algorítmica" establece que las entradas del algoritmo y el uso del mismo deben conocerse, pero no tienen por qué ser justos. La "responsabilidad algorítmica" implica que las organizaciones que utilizan algoritmos deben ser responsables de las decisiones tomadas por esos algoritmos, aunque las decisiones sean tomadas por una máquina y no por un ser humano.
La investigación actual en torno a la transparencia algorítmica se interesa tanto por los efectos sociales del acceso a servicios remotos que ejecutan algoritmos, como por los enfoques matemáticos e informáticos que pueden utilizarse para conseguir la transparencia algorítmica. En Estados Unidos, la Oficina de Protección al Consumidor de la Comisión Federal de Comercio estudia el uso que hacen los consumidores de los algoritmos realizando su propia investigación sobre la transparencia algorítmica y financiando investigaciones externas. En la Unión Europea, en noviembre de 2019 se ha publicado el documento "Directrices éticas para una IA fiable" en el que se contempla el principio de explicabilidad que dice que esta "es crucial para conseguir que los usuarios confíen en los sistemas de IA y para mantener dicha confianza".

## Definiciones

### Algoritmo
Según la Real Academia Española (RAE) un algoritmo es un conjunto ordenado y finito de operaciones que permite hallar la solución de un problema. Es una secuencia lógica, finita y definida de instrucciones que hay que seguir para resolver un problema o realizar una actividad. Así, un algoritmo podría ser una receta de cocina o las instrucciones para fabricar un avión de papel a partir de un folio. Los algoritmos tienen una entrada (input) y una salida (output), entre ambas están las instrucciones: la entrada podría ser la carne picada, el tomate, las láminas de pasta y la salida la lasaña perfectamente gratinada.

### Inteligencia artificial
La inteligencia artificial (IA) en el campo dela informática es definida en el diccionario de la RAE una disciplina científica que se ocupa de crear programas informáticos que ejecutan operaciones comparables a las que realiza la mente humana, como el aprendizaje o el razonamiento lógico. A diferencia de un programa informático, que es sólo una lista de órdenes que le dicen al computador qué tiene que hacer, la inteligencia artificial no recibe órdenes para obtener un resultado. Es ella la que, en base a unos datos de entrada, debe obtener los resultados.

### Aprendizaje automático
El aprendizaje automático (del inglés, machine learning) es el subcampo de las ciencias de la computación y una rama de  la inteligencia artificial, cuyo objetivo es desarrollar técnicas que permitan que las computadoras aprendan sin ser expresamente programadas para ello. Una habilidad indispensable para hacer sistemas capaces de identificar patrones entre los datos para hacer predicciones. Esta tecnología está presente en un sinfín de aplicaciones como las recomendaciones de Netflix o Spotify, las respuestas inteligentes de Gmail o el habla de Siri y Alexa.

### Ética
La ética según la definición de la RAE es la parte de la filosofía que trata del bien y del fundamento de sus valores. Además, es el conjunto de normas morales que rigen la conducta de la persona en cualquier ámbito de la vida. En el campo de la ética aplicada encontramos la ética profesional, dentro de la cual se encuadra la ética científica, que es el sistema de valores que orienta la práctica científica en todas sus etapas (investigación y aplicación), apelando especialmente a los principios de honestidad, integridad y responsabilidad social y ambiental.

## Transparencia en algoritmos, ética e inteligencia artificial
Es evidente que en los últimos años ha habido una rápida adopción de sistemas basados en inteligencia artificial que nos afecta en todos los ámbitos de nuestra vida. Estos algoritmos deciden por nosotros desde cosas sin aparente importancia como la próxima canción que vas a escuchar o el próximo video que vas a ver, hasta los anuncios que ves en internet cuando navegas, e incluso afectan a áreas tan sensibles como la salud, la seguridad y la justicia. Esto ha hecho que la sociedad, los tecnólogos y algunos responsables políticos expresen su preocupación por la falta de responsabilidad identificable y el sesgo asociado a las decisiones basadas en algoritmos de IA.[cita requerida] No hay que olvidar que la IA resulta de tanta calidad como los datos con los que se entrena, en muchos casos plagados de prejuicios (humanos) preexistentes a nivel individual o social.
A pesar de la apariencia de neutralidad de la matemáticas, también los algoritmos tienen sesgos, como dice la matemática estadounidense Cathy O'Neil "Los algortimos son opiniones encerradas en matemáticas". Un ejemplo, tal y como relatan Almirall y Cortés en su artículo, es el de los algoritmos de linealización que intentan ajustar un conjunto de datos a una línea recta, aunque no lo sean. Uno de ellos es la difusión del feed (el contenido que se ve nada más entrar a nuestro perfil) de las redes sociales como Facebook, Instagram, YouTube, Twitter o TikTok y es particularmente interesante porque afecta a la difusión de la información y por ende a la creación de opinión. A grandes rasgos el proceso es el mismo en todas las plataformas: las contribuciones (posts) de los usuarios se difunden a su grupo de conexiones y, si tienen éxito –es decir, si consiguen likes y shares–, su difusión traspasa el grupo de sus conexiones y alcanza porciones cada vez mayores de la red. En la medida que el entusiasmo por el post disminuya, así lo hará también su difusión.
Es evidente que cuanto mayores sean los avances en inteligencia artificial y aprendizaje automático, mayores serán los niveles de autonomía alcanzados por los sistemas computacionales. Por tanto, cuanto mayor es la autonomía y el poder de decisión que se proporciona a un sistema informático, mayor será la probabilidad de que estos sistemas se enfrenten a decisiones que, en otra época, sólo podían ser tomadas por seres humanos, y es en este punto donde se plantea la discusión ética. Desde el momento en que un sistema informático toma una decisión en la que  favorece a un determinado individuo sobre otro por razones de género, religión, raza o cualquier otra característica personal, este sistema estará tomando un tipo de decisión éticamente incorrecta y reprobable. En este punto, la transparencia de los algoritmos es fundamental. Sin embargo, es más difícil lograr la transparencia en este tipo de algoritmos, ya que, cuanto más complejos son, más se parecen a cajas negras.

## Casos reales

### COMPAS
COMPAS - Correctional Offender Management Profiling for Alternative Sanctions - es un programa informático desarrollado por Northpointe (actualmente Equivant) que pretende predecir el riesgo de que un acusado en un proceso judicial recidive  o cometa otro delito. El programa otorga un índice de riesgo de cometer otro delito o no presentarse al juicio mientras se encuentra en libertad previa al juicio, un índice de riesgo de cometer futuros delitos cuando cumpla su condena y un índice de riesgo de cometer delitos violentos cuando sea puesto en libertad. para que cuando el acusado sea juzgado sirva de apoyo al juez instructor.
Su funcionamiento se basa en un algoritmo que tiene en cuenta algunas de las respuestas dadas por el propio acusado o extraídas de archivos policiales a un cuestionario de 137 preguntas, junto a su historial delictivo previo y otras variables. En el cuestionario, por ejemplo se pregunta "¿Ha estado alguno de tus progenitores en prisión alguna vez?", "¿Cuántos amigos o conocidos toman drogas ilegales?" o "¿Con qué frecuencia te peleabas en el colegio?". El problema se plantea en que el funcionamiento del algoritmo es secreto y la empresa propietaria alega que por secreto comercial o empresarial no puede desvelar su funcionamiento. Pero este sistema ha generado bastante polémica en los Estados Unidos, en un caso concreto, se encontró a un hombre conduciendo un coche que había sido utilizado en un tiroteo. Fue detenido y declarado culpable. Al dictar su sentencia judicial, el juez tuvo en cuenta no sólo sus antecedentes penales, sino también la puntuación asignada al acusado por la aplicación COMPAS. El demandado recurrió la decisión alegando que el juez, al considerar el resultado de un algoritmo cuyo funcionamiento interno era secreto y que no podía ser examinado, violó el principio del debido proceso legal.
A raíz de la polémica sobre el empleo de este software en el sistema judicial estadounidense ProPublica publicó en mayo de 2016 un extenso artículo de investigación realizado en el condado de Broward, Florida, en el que muestran que las personas de raza negra tenían el doble de posibilidades que las personas de raza blanca de ser clasificadas por error como "alto riesgo".

### BOSCO
BOSCO es un algoritmo desarrollado por la administración pública española que dictamina si a un consumidor se le puede aplicar o no una tarifa de electricidad reducida, esto se conoce como bono social, y está regulado por el Real Decreto 897/2017, de la legislación española. Los requisitos de acceso al citado bono social se desarrollan en la Orden ETU/943/2017 y la fórmula para su cálculo se establece en el Real Decreto 216/2014. Sin embargo, la Fundación CIVIO, ante las quejas de ciudadanos a quienes se les denegó el bono, ha solicitado el código fuente del algoritmo al gobierno y a través del Consejo de Transparencia y Buen Gobierno, pero le ha sido denegado alegando que está sujeto a propiedad intelectual. Por lo que desde 2019 son parte demandante en un proceso judicial actualmente abierto.

### Caso Deliveroo
Un tribunal italiano ha considerado como discriminatorio a un algoritmo que empleaba la compañía Deliveroo para otorgar una clasificación a sus trabajadores, esta clasificación depende de dos índices: fiabilidad y disponibilidad. En base a esta clasificación el trabajador con una mejor puntuación recibía mejores turnos de trabajo —con más demanda de repartos por parte de los consumidores—. El problema es que si un trabajador reservaba un turno y no lo cancelaba con al menos 24 horas de antelación, en caso de que no pudiese acudir a trabajar, el algoritmo automáticamente disminuía su puntuación general, sin tener en cuenta el motivo de no haber podido ir a trabajar -incluso si era por enfermedad grave-. Esto afectaría negativamente a este trabajador, puesto que dispondría de menos ofertas laborales en el futuro.
El caso fue llevado a los tribunales por el sindicato de trabajadores italiano CGIL, puesto que consideraban discriminatorios estos criterios de puntuar a los trabajadores, ya que el sistema de puntuación del algoritmo impide el derecho a la huelga de los trabajadores y no tiene en cuenta causas justificadas de asistencia como enfermedad u otras. Finalmente el tribunal ha determinado que la compañía debe ser responsable de las decisiones que toman los algoritmos que usan y ha dado la razón a los demandantes.

## Otras lecturas
- Mattu, Julia Angwin,Jeff Larson,Lauren Kirchner,Surya. «Machine Bias». ProPublica (en inglés).
- Pastor, Javier (27 de junio de 2016). «Algoritmos transparentes: ¿Por qué Google y Facebook no liberan sus algoritmos como Open Source?». Xataka.
- Pariser, Eli (1304298000), Beware online "filter bubbles" (en inglés subtitulado en castellano).
- Directorate-General for Communications Networks, Content and Technology (European Commission); Grupa ekspertów wysokiego szczebla ds. sztucznej inteligencji (2019). Directrices éticas para una IA fiable. Publications Office of the European Union. ISBN 978-92-76-11994-4.
- Gonzalo, Marilín (03/02/2021). «El momento de la transparencia algorítmica». Newtral.